# Kajman brýlový
Kajman brýlový, kajman obecný či kajman středoamerický (Caiman crocodilus známý také pod starším jménem Caiman sclerops) je poměrně malý plaz z čeledi aligátorovitých obývající poměrně rozsáhlé území Střední a Jižní Ameriky v rozmezí od Venezuely až na jih Amazonské pánve. Žije v pomalu tekoucích vodách, nížinných mokřinách a jezerech, je schopen tolerovat i slanou vodu; díky této adaptaci je také nejhojnějším zástupcem své čeledi.

## Popis
Český druhový název brýlový je inspirován hřebenem mezi očima, který slabě připomíná obroučku brýlí. Zkostnatělá horní víčka také poukazují na možnou podobnost s dinosaury z rodu Allosaurus . Několik poddruhů tohoto kajmana se liší zbarvením, velikostí a tvaru lebky. Samci dosahují délky od 2 m do 2,5 m, maximálně pak až do 3 m. Samice jsou znatelně menší a dosahují maximální velikosti do 1,4 m. Dospělá zvířata mají tlustou kůži s olivovým nádechem. Mláďata mají obvykle nažloutlou barvu s černými skvrnami, kterou postupem času zcela ztrácí.

## Potrava a rozmnožování
Mláďata se živí širokou paletou vodních bezobratlých, převážně pak larvami hmyzu, korýši a měkkýši. Postupem času začnou do svého jídelníčku zahrnovat i různé obratlovce, převážně ryby, obojživelníky, plazy a vodní ptáky. Dospělá zvířata si troufnou i na větší savce, např. divoká prasata nebo kapybary.
Období páření trvá u kajmanů brýlových v rozmezí mezi květnem a srpnem. Samice vybuduje hnízdo v podobě hromady různé půdy a rostlinné vegetace, kterou sem nahrne. V období dešťů, mezi červencem a srpnem naklade 14 až 40 (obvykle kolem 22) vajec, která po celou inkubační dobu, která trvá přibližně 90 dní, pečlivě střeží. Samice dosahují pohlavní dospělosti mezi 4. a 7. rokem, samci asi ve stejném věku.
Kajman brýlový je loven pro svou kůži, ale ohrožení pro něj představuje i odchyt mláďat, která se následně prodávají do domácností buď živá, nebo jako kuriózní vycpaniny.